# Azimut Change Pulses

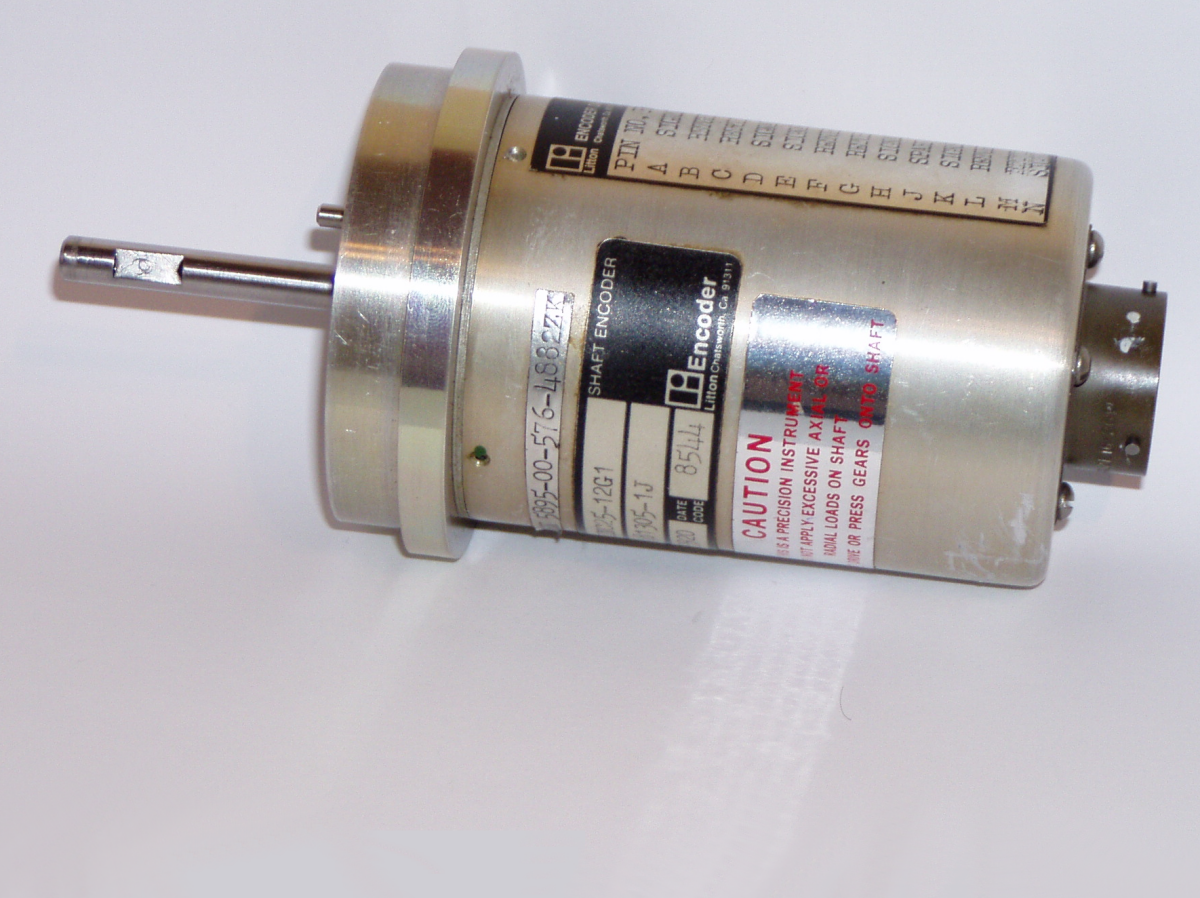
Encoder eines älteren Flugsicherungsradars

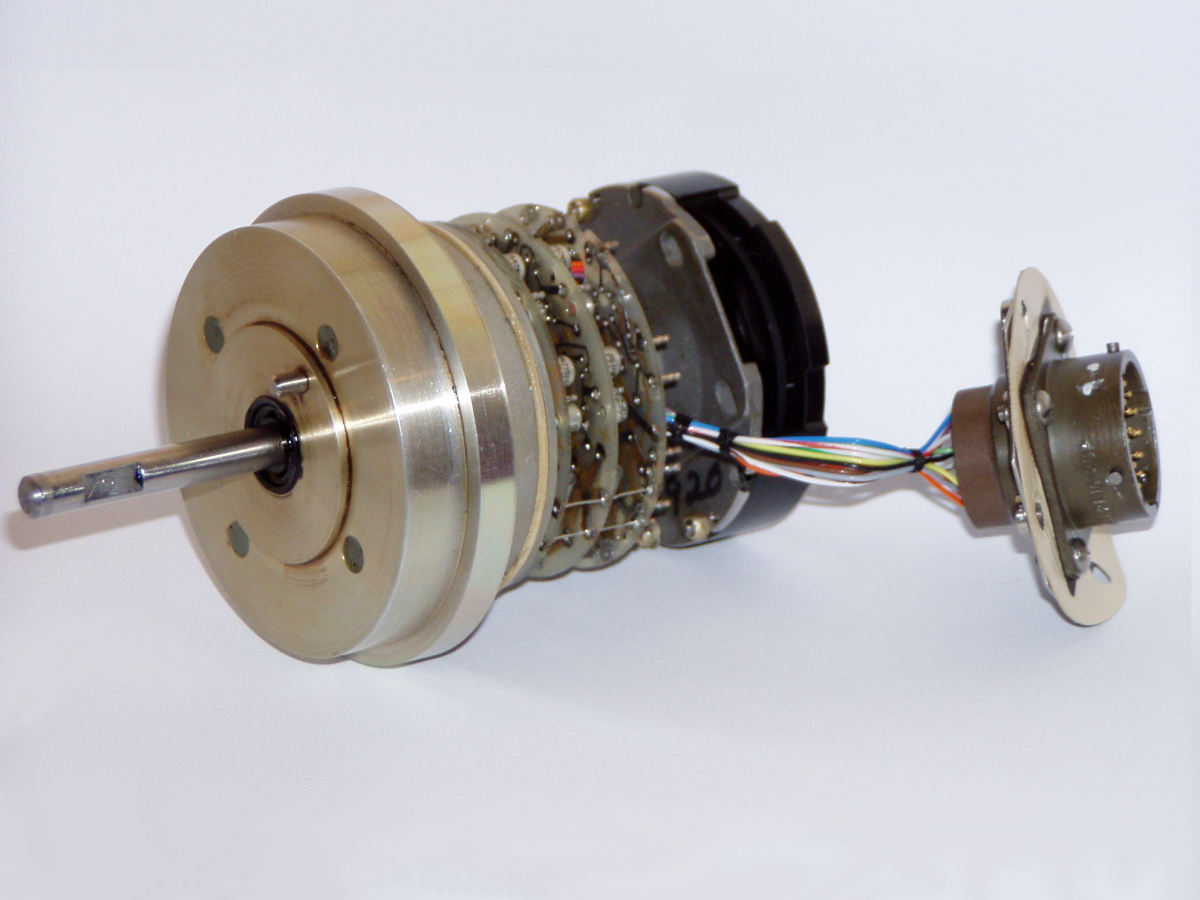
Gleicher Encoder zerlegt

Die Azimut Change Pulses, kurz ACP, übertragen in einem Radargerät die Seitenwinkelinformationen vom Antennendrehtisch zu den Sichtgeräten.
An dem Antennendrehtisch ist ein Encoder mechanisch befestigt, dessen Rotor sich starr mit der Antenne mitdreht und die Richtungsinformation kodiert. Es werden synchron mit der Drehung serielle Impulse erzeugt, die im Sichtgerät oder im Radarsignalprozessor gezählt werden. Bei Durchlauf der Nordrichtung wird auf einer zweiten Leitung ein Referenzimpuls erzeugt, welcher NRP (North Reference Pulse) oder ARP (Azimuth Reference Pulse) genannt wird.
Entsprechend dem binären Zähler werden pro voller Umdrehung der Antenne um 360° eine Anzahl von 4096 (12-Bit-Zähler) bis zu 16384 Impulsen (14-Bit-Zähler) erzeugt. Die Genauigkeit liegt
- bei 360 · 60 / 4096 = 5,273 Winkelminuten
- bis zu 360 · 60 / 16384 = 1,318 Winkelminuten.

An den Encoder werden also sehr hohe Ansprüche in der Genauigkeit gestellt. Es sind meist optische Systeme, die sich überlagernde Strichmuster auf einer dünnen runden Glasscheibe mit einer Lichtschranke abtasten.
Ein ähnliches Arbeitsprinzip, jedoch meist mit weniger Impulsen pro Umdrehung, wird in der Elektronik durch Inkrementalgeber verwendet. Vorläufer dieser Methode zur Übertragung von Seitenwinkelinformationen wurden durch Servosysteme mit Drehmeldern oder Resolvern realisiert.